# Mahmut Özdemir

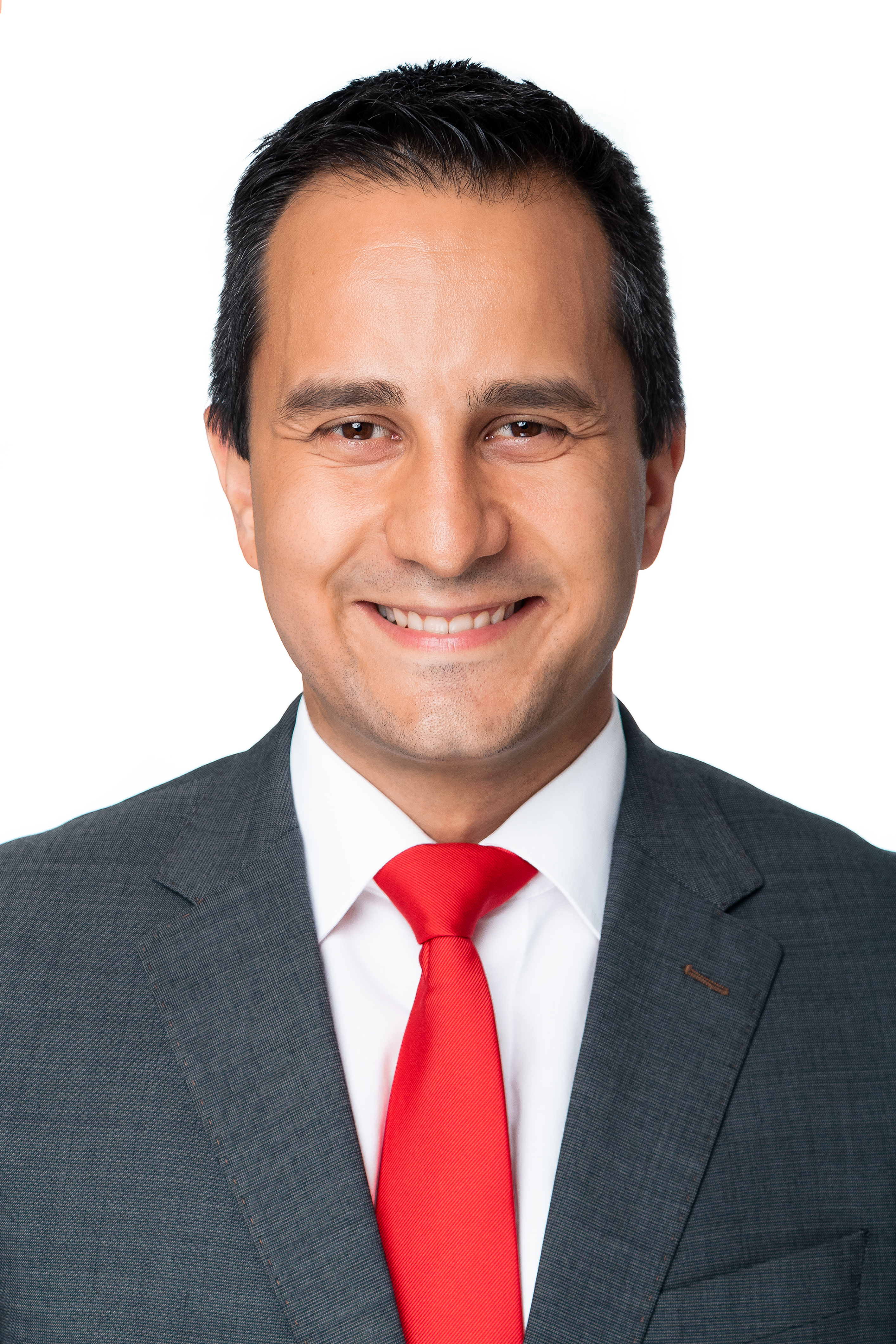
Mahmut Özdemir (2021)

Mahmut Özdemir (* 23. Juni 1987 in Duisburg) ist ein deutscher Politiker (SPD). Er ist seit 2013 Mitglied des Deutschen Bundestages. Von 2021 bis 2025 war er Parlamentarischer Staatssekretär bei der Bundesministerin des Innern und für Heimat.

## Ausbildung, Beruf und Leben
Mahmut Özdemir wurde in Duisburg-Homberg als erstes Kind der Eheleute Zeki und Aynur Özdemir geboren. Seine Eltern kamen in den 1980er-Jahren als Gastarbeiter aus der Türkei in die Bundesrepublik. Der Vater war Metallarbeiter im Schichtdienst, die Mutter arbeitete in einer Dosenfabrik. Von 1993 bis 1997 besuchte er die Gemeinschaftsgrundschule Ottostraße. 1997 wechselte Özdemir auf das Franz-Haniel-Gymnasium in Duisburg-Homberg, welches er 2006 mit dem Abitur verließ. Von 2006 bis 2010 studierte er Rechtswissenschaften mit dem Schwerpunkt Öffentliches Recht an der Heinrich-Heine-Universität in Düsseldorf. Das Studium der Rechtswissenschaft schloss er 2011 mit dem ersten Staatsexamen ab. Von Juni 2011 bis Mai 2013 war Mahmut Özdemir im juristischen Vorbereitungsdienst als Rechtsreferendar im Oberlandesgerichtsbezirk Düsseldorf tätig. Aufgrund seines Bundestagsmandats ließ sich Özdemir bis zum 30. September 2017 beurlauben.
Im Rahmen seines Studiums absolvierte Özdemir von Februar bis April 2007 ein Anwaltspraktikum und von August bis September 2007 ein Verwaltungspraktikum in der SPD-Fraktion im Landtag Nordrhein-Westfalen. Ab September 2007 war er Mitarbeiter der SPD-Landtagsfraktion Nordrhein-Westfalen mit den Tätigkeitsschwerpunkten Assistenz für die Parlamentarischen Untersuchungsausschüsse I und II, fachliche Assistenz im Bereich Strafvollzug sowie Gutachtertätigkeiten im Aufgabenressort Staatspolitik für Verfassungs- und Parlamentsrecht. Von April 2008 bis November 2008 war er als studentische Hilfskraft am Institut für Parteienrecht und Parteienforschung (PRuF) Düsseldorf tätig.
Mahmut Özdemir ist ledig und kinderlos.

## Politische Tätigkeiten

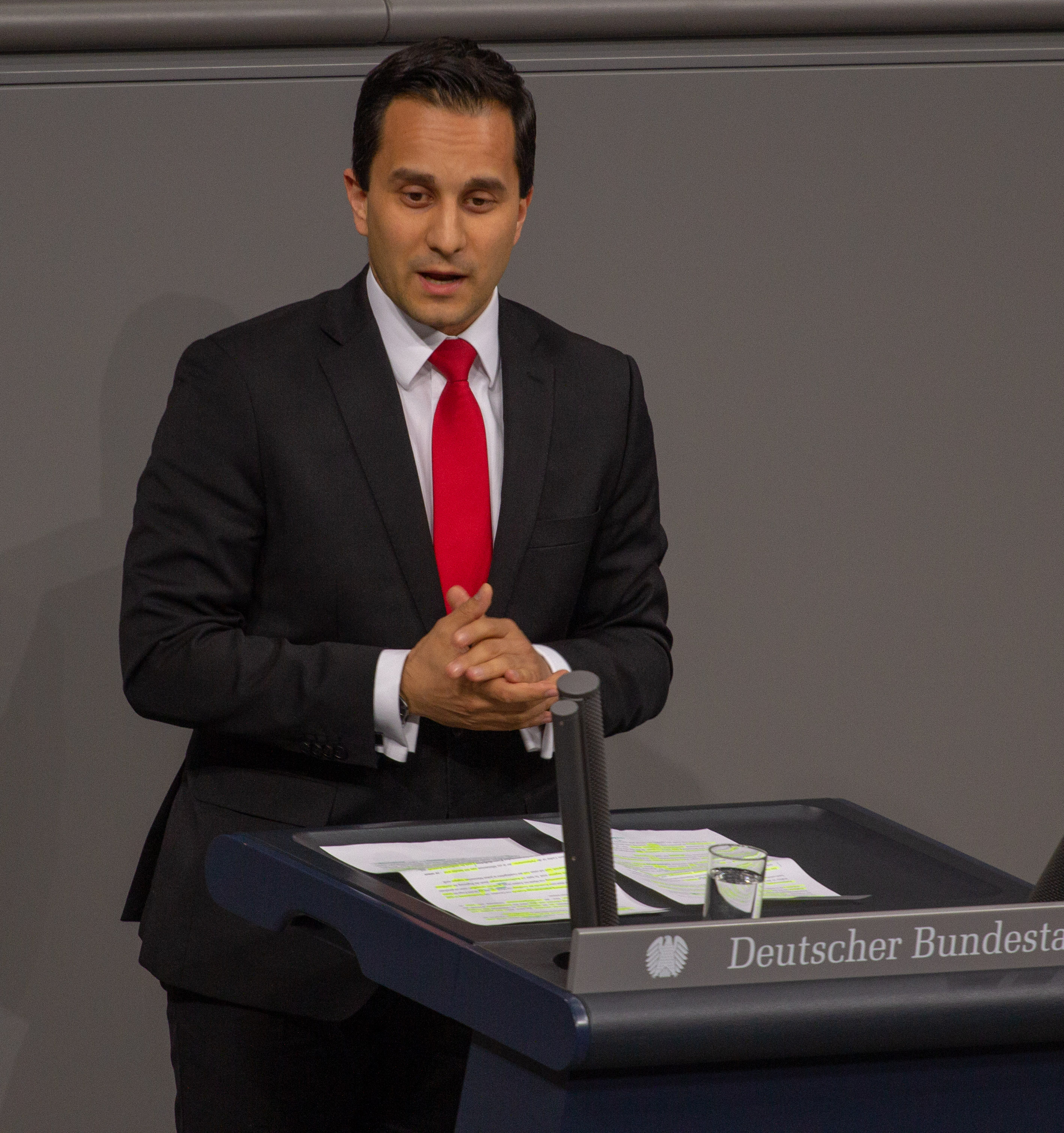
Mahmut Özdemir im Deutschen Bundestag, 2019

Im Alter von 14 Jahren wurde Özdemir 2001 SPD-Mitglied. Er engagierte sich zwölf Jahre lang in der Duisburger Kommunalpolitik. Von 2009 bis 2013 war er als gewählter Bezirksvertreter in der Bezirksvertretung Homberg/Ruhrort/Baerl aktiv. Er ist Vorsitzender der SPD Homberg.
Bei der Bundestagswahl 2013 kandidierte er für den Wahlkreis Duisburg II. Er konnte das Direktmandat mit 43,2 % der Erststimmen gewinnen und war am Wahltag der jüngste Abgeordnete des 18. Deutschen Bundestages, – wurde darin jedoch von der Nachrückerin Ronja Kemmer (damals noch Ronja Schmitt) im Dezember 2014 abgelöst. Bei der Bundestagswahl 2017 konnte er sein Direktmandat mit 34,7 % der Stimmen verteidigen und zog erneut in den Bundestag ein.
Im 19. Deutschen Bundestag war er ordentliches Mitglied in folgenden Ausschüssen:
- Innenausschuss[8]
- Sportausschuss[9]
- Untersuchungsausschuss zum Terror auf dem Breitscheidplatz (Stellv. Vorsitzender)[10]

Als stellvertretendes Mitglied war er tätig
- im Ausschuss für Recht und Verbraucherschutz[11]

Darüber hinaus war er seit dem 23. Juni 2014 stellvertretendes Mitglied der parlamentarischen Versammlung der OSZE (OSZE PV) und seit dem 23. Juni 2014 stellvertretender Vorsitzender der Deutsch-Zentralasiatischen Parlamentariergruppe.
Innerhalb der SPD-Bundestagsfraktion gehört er dem Sprecherkreis des konservativen Seeheimer Kreises an. Er ist außerdem Mitglied der Arbeitsgruppe Kommunalpolitik und seit dem 27. Juni 2014 stellvertretender Sprecher der Arbeitsgruppe Strategien gegen Rechtsextremismus.
Seine erste Rede im Bundestag hielt er am 16. Januar 2014 zum Thema Karenzzeiten für Politiker.
Seit 2018 gehört er dem Vorstand des FC Bundestag e. V. an, zunächst als stellvertretender Vorsitzender, seit 2022 als Vorsitzender. Er ist zudem Kapitän der Mannschaft.
Vom 8. Dezember 2021 bis zum 6. Mai 2025 war er Parlamentarischer Staatssekretär bei der Bundesministerin des Innern und für Heimat, Nancy Faeser.

## Mitgliedschaften
Laut seinem Profil als Bundestagsabgeordneter hält er folgende Mitgliedschaften:
- seit über 25 Jahren Mitglied des VfB Homberg
- seit August 2004 Mitglied des Freundeskreises Historisches Homberg e. V.
- seit Juli 2007 Vorstandsmitglied des Freundeskreises der Juristischen Fakultät zu Düsseldorf e. V.
- seit Juni 2008 Mitglied der Arbeiterwohlfahrt e. V., Kreisverband Duisburg, Ortsgruppe Homberg
- seit Juni 2010 Mitglied der Industriegewerkschaft Bergbau, Chemie, Energie
- seit Juli 2011 Mitglied des Feuerwehrvereins Duisburg-Homberg e. V.
- seit November 2011 Senator der Karnevalsgesellschaft Narrenzunft Homberg 1957 e. V.
- seit Februar 2012 Gründungsmitglied der Arbeitsgemeinschaft Westvereine Duisburg e. V.
- seit März 2013 Mitglied des Baerler Heimat- und Bürgervereins 1988 e. V.
- seit Juli 2013 Mitglied des MSV Duisburg
- seit August 2013 Fördermitglied des „Mach meinen Kumpel nicht an! – für Gleichbehandlung, gegen Fremdenfeindlichkeit und Rassismus“ e. V.
- seit April 2015 Mitglied des proDUISBURG e. V.
- seit August 2015 Mitglied des KiK – Kind im Krankenhaus – Förderverein der Kinder- und Jugendklinik HELIOS St. Johannes Klinik Duisburg-Hamborn
- seit März 2017 Mitglied des Rotary Club Duisburg
- seit August 2017 Mitglied des Präsidiums des Fördervereins Universität Duisburg-Essen e. V.
- seit Juni 2018 Mitglied des Politischen Beirats des Wirtschaftsforums der SPD e. V.
- seit Januar 2020 Vorsitz des Beirates der AWO-Duisburg-Stiftung
- seit September 2021 Mitglied im Reichsbanner Schwarz-Rot-Gold, Bund aktiver Demokraten e. V.
- seit November 2021 Ehrensenator der Karnevalsgesellschaft Gruen-Weiss Walsum e. V.
- seit 2022 Ehrensenator der Narrenzunft Homberg